# Mątowy Małe
Mątowy Małe (niem. Klein Montau) – wieś sołecka w Polsce położona w województwie pomorskim, w powiecie malborskim, w gminie Miłoradz na obszarze Wielkich Żuław Malborskich.
| SIMC    | Nazwa   | Rodzaj    |
| ------- | ------- | --------- |
| 0152709 | Cygany  | część wsi |
| 0152715 | Kłosowo | część wsi |

Wieś wzmiankowana po raz pierwszy w 1254. Akt lokacyjny wystawiono w 1321. Pozostałości krzyżackiego dworu obronnego (mury obwodowe), pomnikowe dęby i klony
Wieś królewska położona była w II połowie XVI wieku w województwie malborskim. W latach 1975–1998 miejscowość administracyjnie należała do województwa elbląskiego.
We wsi był przystanek kolejowy Mątowy Małe.